# Suede
Suede es un grupo de rock alternativo británico formado en 1989. En Estados Unidos fue conocido como The London Suede, puesto que su nombre original ya estaba registrado.
En 2010 se reformó la banda, y en 2011 se anunció la preparación de un nuevo álbum de estudio. Continúan en activo y su último álbum fue publicado en septiembre de 2022.
La formación con la que se dieron a conocer fue: Brett Anderson (Voz), Bernard Butler (Guitarra), Matt Osman (Bajo) y Simon Gilbert (Batería). Antes de grabar su primer disco también pasaron por la banda fugazmente el batería de The Smiths, Mike Joyce y la que más tarde sería cantante y líder del grupo Elastica, Justine Frischmann, por aquella época novia de Brett Anderson.

## Historia

### Inicios
Cuando el grunge estalló a principios de los noventa de la mano de Nirvana, todas las miradas se dirigieron hacia el rock alternativo y el indie rock que se estaba haciendo en esos momentos en Norteamérica. Las listas de éxitos y la prensa británica se llenaron de grupos americanos y los jóvenes de ese país y de todo el mundo mostraban más interés en lo que se hacía al otro lado del océano. Esto era una afrenta para una industria acostumbrada a llevar la batuta en las nuevas tendencias del pop y el rock. Así que, con los Stone Roses en paradero desconocido por aquella época y la eclosión del Britpop aún por llegar, la prensa musical se lanzó a buscar a los nuevos The Smiths para hacer frente a la nueva competencia.
De manera que cuando Suede publicó su primer sencillo en 1992, “The Drowners”, la crítica se rindió a sus pies, recibiéndoles como la gran esperanza del pop británico. Sería entonces cuando se inicia una relación muy especial con la prensa musical de aquel país, tan propensa a exageraciones y polémicas, en la que no siempre saldrían bien parados.
Después de su primer sencillo vendrían dos más, “Metal Mickey” y el clásico “Animal Nitrate”, y a medida que se iban sucediendo los sencillos se percibían más claramente las principales referencias de su sonido. Por un lado el Glam Rock de T.Rex y sobre todo del David Bowie de la época de Ziggy Stardust; por otro el lirismo del mejor pop de los ochenta de sus admirados The Smiths y de Echo and the Bunnymen.
A pesar de estas influencias obvias, la voz de Brett Anderson destacaba por sí misma, demostrando ser un extraordinario cantante capaz dotar de dramatismo y emoción las canciones compuestas por él y Bernard Butler sin deber nada a nadie. En sus conciertos también se reveló como un líder que rebosaba pasión y energía, fruto de los años que pasaron tocando en clubs antes de tener contrato discográfico.[cita requerida]
Era evidente también el talento que poseía Bernard Butler para tocar la guitarra, que a veces parecía tocada por Johnny Marr y en otras ocasiones parecía el mismo Mick Ronson.[cita requerida]
Destacaban asimismo sus letras, que contaban historias de sexo, nocturnidad y angustia juvenil, narradas con un poso romántico y cínico en partes iguales.
La premeditada ambigüedad sexual que exhibían estaba heredada directamente del Glam Rock, pero añadiéndole mucha más sobriedad. Esto hacía que la polémica siempre rodease sus declaraciones a la prensa, como cuando Brett afirmó que era un bisexual que nunca había tenido una experiencia homosexual.

### Comienza su popularidad
Su primer LP fue objeto de gran expectación, llegándose a decir en su momento que era el disco más esperado desde el Never Mind the Bollocks de los Sex Pistols[cita requerida]. Cuando por fin apareció en 1993, las expectativas quedaron colmadas de sobra, consiguiendo rápidamente el número uno en el Reino Unido y convirtiéndose en la primera gran banda que daría el pop británico en los 90. Se llamaba simplemente “Suede” e incidía en el sonido de sus sencillos anteriores, aunque los mejores temas incluidos en él eran precisamente los que ya habían adelantado. A excepción de “So Young” que se editó como sencillo posteriormente al LP y era un himno al estilo Suede.
Al año siguiente salió a la venta el sencillo “Stay Together”, que no estaría incluido en ninguno de sus álbumes. Poco después, salió a la luz la noticia de que Butler abandonaba el grupo sin haber concluido la grabación de su siguiente disco. La culpa, como ocurre casi siempre en estos casos, la tuvo la lucha de egos entre los dos líderes del grupo. Los semanarios británicos llegaron a augurar que al perder a su carismático guitarrista que era parte clave del sonido Suede y compositor al cincuenta por ciento con Brett de todas las canciones de la banda, ésta estaba acabada.
Precedido del sencillo “We Are The Pigs”, canción prima hermana de “Animal Nitrate”, en otoño de 1994 se publicó su segundo álbum, “Dog Man Star”, cuyo sonido es más denso, las estructuras de los temas se hacen más complejas, se añaden arreglos orquestales y en los medios tiempos se aprecia aroma crooner. Todo esto hace que muchos lo consideren como su mejor disco a pesar de no vender tanto como su predecesor[cita requerida]. Las otras dos canciones elegidas como singles fueron “The Wild Ones” y “New Generation”.

### Después de Bernard Butler
Tras la marcha de Butler, el grupo se regenera fichando a Richard Oakes, un joven fan de la banda, de 17 años, quien había enviado una cinta demo para audicionar mediante un aviso que publicaron en la revista NME y a Neil Codling como teclista, primo de Simon Gilbert, el batería de la banda. Los dos nuevos miembros se integran perfectamente, involucrándose incluso en la composición de nuevos temas.
Al publicarse en 1996 su tercer álbum “Coming Up” y su correspondiente primer sencillo, “Trash”, todos los que tenían dudas sobre el futuro del grupo se vieron obligados a cambiar de opinión al toparse con un exultante disco que mostraba a unos Suede con la cara lavada haciendo frente al entonces omnipresente Brit Pop con sus mismas armas: canciones directas, enérgicas y notablemente más optimistas que las que acostumbraban a hacer, dejando atrás la sordidez y la desesperanza post-adolescente que estaban presentes en sus anteriores trabajos pero conservando sus mejores virtudes. Los siguientes singles extraídos del álbum fueron “Beautiful Ones” (posiblemente su canción más conocida), “Saturday Night”, “Lazy” y “Filmstar”.
Este trabajo sirvió para consolidarles como uno de los grupos imprescindibles de la década, llegando a despachar más de un millón y medio de copias en todo el mundo, convirtiéndose en su disco más vendido.
Por esas fechas, la polémica vuelve a salpicarles cuando la que fuera guitarrista del grupo y novia de Brett, Justine Frichmann, por entonces cantante de los ya famosos Elastica, realiza unas polémicas declaraciones afirmando que Brett es adicto a la heroína.
En 1997 publicarían “Sci Fi Lullabies”, un recopilatorio que reunía la mayoría de los B-sides que incluyeron en sus singles anteriores.

### Su última etapa
Su siguiente trabajo sacado a la venta en 1999 se llamó “Head Music” cuyos singles fueron “Electricity”, “She’s In Fashion”, “Everything Will Flow” y “Can’t Get Enough”, incorpora nuevos sonidos y elementos electrónicos, pero la impresión general es que, aun siendo correcto, no llega su nivel anterior, ni en la música ni en las letras que se hacen más tópicas y convencionales. A pesar de esto, el grupo sigue manteniendo su popularidad.
En 2001 Neil Codling decide dejar Suede al diagnosticársele síndrome de fatiga crónica, y coincidiendo con la separación de la popular banda europea Strangelove se integra en lugar de Codling Alex Lee. Brett se desintoxica de su adicción a las drogas.
En 2002 graban “A New Morning”, su quinto álbum, publicado el 30 de septiembre. En esta grabación, Suede abandona en buena parte los sonidos eléctricos del "Head Music" para explorar los acústicos, resultando un álbum más introspectivo y melancólico. Las opiniones en cuanto a su calidad son encontradas, pero temas como "When the rain Falls", "Lost in T.V". y "Astrogirl" hacen de este disco una joya para los fanes.
Después de este disco, el grupo decide separarse, pues la vida personal de los integrantes empezó a ser su prioridad. “Singles” sería el epílogo a su carrera recopilando todos sus sencillos más la inclusión de dos temas nuevos.

### El retorno de Suede
Tras casi una década de inactividad, Suede ha reaparecido con una nueva gira en el 2011, destacando su participación en el festival Coachella y la visita a países asiáticos. También en este año se ha anunciado la reedición de toda su discografía en versión remasterizada, que además contará con bonus tracks inéditos.
El 7 de enero de 2013 la banda anuncia, tras once años sin publicar álbum de estudio, su sexto trabajo que llevará el nombre de Bloodsports y que se publicará en marzo de ese mismo año. Junto con el anuncio también se publica, como descarga gratuita, Barriers, una canción del disco, la cual no será el sencillo de presentación, lugar reservado para It starts and ends with you. El productor del disco será el mismo con el que contaron para sus tres primeros trabajos, Ed Buller.

### Night Thoughts
A tan sólo dos años de "Bloodsports", apareció en 2015 "Night Thoughts", un álbum que se acompañó de un filme que tenía un video para cada canción. El álbum tuvo una buena recepción crítica. El 20 de noviembre de 2016, durante su presentación en el festival Corona Capital, en la Ciudad de México, la banda anunció el fin de su gira y un nuevo periodo de receso.

### The Blue Hour
A principios de 2018, la agrupación anunció a través de su cuenta oficial se Twitter que se encontraba trabajando en un nuevo álbum de estudio. En abril, se anunció el nombre del nuevo material: "The Blue Hour"; se trataba del último trabajo que componía la trilogía de discos iniciada desde "Bloodsports". Según Anderson, "The Blue Hour" sería un trabajo oscuro, como "Night Toughts", que relataba la historia de la difícil vida de un niño. En julio de ese mismo año, fue publicado "The Invisibles", primer sencillo de la colección. Un mes después, apareció un adelanto titulado "Don't be Afraid if Nobody Loves You". A finales de septiembre, el álbum salió a la venta en formato físico y digital. Tras algunas presentaciones especiales, Suede se embarcó en una nueva gira de conciertos, iniciada en Inglaterra el 15 de abril de 2019.

### Autofiction
En noviembre de 2020 se anunció que Suede estaban de vuelta en el estudio de grabación. 18 meses después, el 23 de mayo de 2022, se publica el single "She Still Leads Me On", adelanto de lo que sería su noveno álbum. Dos singles más, "15 Again", lanzado el 8 de agosto de 2022 y "That Boy on the Stage", el 2 de septiembre, precedieron el lanzamiento de "Autofiction" el 16 de septiembre de 2022, cuatro años después de "The Blue Hour". El noveno álbum de la banda contenía un sonido más agresivo y un espíritu más punk, como una suerte de vuelta a los orígenes, ayudado por la producción de Ed Buller.

### Bernard Butler en solitario
Tras abandonar del grupo, Bernard Butler inició una carrera como músico de sesión y de directos que le llevó a acompañar a artistas de la talla de Mc Almont, Paul Weller, Edwyn Collins, Neneh Cherry, Manic Street Preachers y Teenage Fanclub entre otros. En 1998 y 1999 publica dos álbumes en solitario: “People Move On” y “Friends And Lovers”. Estos discos se suman a lo que parece una maldición para los grandes guitarristas británicos con sus proyectos en solitario -como Johnny Marr o John Squire- resultando fallidos y obtienendo una repercusión mínima comparada con la de su anterior banda.

### The Tears
En 2005 Brett Anderson y Bernard Butler deciden hacer las paces y forman The Tears, editando el disco "Here Comes The Tears". Los sencillos que se extraen del disco son "Refugees" y "Lovers". Este disco es maltratado por la prensa y parte del público inglés, debido a su sonido excesivamente comercial y sus letras de corte adolescente.
Aunque fue emocionante ver reunida la dupla Anderson/Butler, el proyecto no prospera y lamentablemente los caminos de Brett y Bernard se ven separados nuevamente en abril de 2006.

### Brett Andersonen solitario
Brett Anderson editó en solitario un nuevo trabajo en la primavera de 2007, de título "Brett Anderson". Para este álbum el artista exploró su lado más melancólico, y compuso once canciones de tono romántico o reflexivo en torno a otros temas vitales como la muerte o el paso del tiempo. El sonido de los temas incluidos se caracterizó por la orquestación, influida, según el propio Brett Anderson, por las composiciones de Scott Walker (NME, mayo de 2006). El primer sencillo publicado fue "Love is dead".

### Artmagic
Richard Oakes también se ha embarcado en una aventura musical al margen de Suede, compaginando ambos proyectos. El grupo en cuestión se llama Artmagic y junto a Oakes aparece el productor y vocalista Sean MacGhee.
Su primer álbum vio la luz el 2 de julio de 2012, y se titula “Become The One You Love”. En él Oakes toca la guitarra, bajo y piano y McGhee pone la voz.

## Discografía

### Álbumes
- Suede (1993)
- Dog Man Star (1994)
- Coming Up (1996)
- Sci-Fi Lullabies (1997)
- Head Music (1999)
- A New Morning (2002)
- Bloodsports (2013)
- Night Thoughts (2016)
- The Blue Hour (2018)
- Autofiction (2022)
- Antidepressants (2025)

### Videografía
- Love And Poison, 1993.
- Introducing the Band, 1995.
- Lost In TV (DVD), 2001.

### Singles
De Suede:
- The Drowners, 1992.
- Metal Mickey, 1992.
- Animal Nitrate, 1993.
- So Young, 1993.

Sencillo:
- Stay Together (ep), 1994.

De Dog Man Star:
- We Are The Pigs, 1994.
- The Wild Ones, 1994.
- New Generation, 1995.

De Coming Up:
- Trash, 1996.
- Beautiful Ones, 1996.
- Saturday Night, 1997.
- Lazy, 1997.
- Filmstar, 1997.

De Head Music:
- Electricity, 1999.
- She's In Fashion, 1999.
- Everything Will Flow, 1999.
- Can't Get Enough, 1999.

De A New Morning:
- Positivity, 2002.
- Obsessions, 2002.

De Singles:
- Attitude, 2003.

De Bloodsports:
- It Starts And Ends With You, 2013.
- Hit Me, 2013.
- For the Strangers, 2013.

De Night Thoughts:
- Outsiders, 2015.
- Like Kids, 2015.
- Pale Snow, 2016.
- No Tomorrow, 2016.
- What I'm Trying to Tell You, 2016.

De The Blue Hour:
- The Invisibles, 2018.
- Life Is Golden, 2018.

De Autofiction:
- She Still Leads Me On, 2022.